# Worms
 For alternative betydninger, se Worms (flertydig). (Se også artikler, som begynder med Worms)
Worms er en by i Tyskland. Den har 84.000 indbyggere. Worms har en meget lang historie, for byen var betydningsfuld, allerede mens den var underlagt romerriget. I det 5. århundrede havde burgunderne fået tilladelse til at slå sig ned omkring Worms, men da hunnerne angreb dem i 436, led de et alvorligt nederlag. Denne række af begivenheder blev beskrevet i sagnkredsen om Nibelungerne (svarende til Vølsungerne). Derfor er der så mange navne og bygninger, som minder om den tid.
I middelalderen og frem til det 16. århundrede blev der afholdt rigsdage for det Tysk-Romerske Rige i Worms. Den mest berømte var rigsdagen i 1521, hvor reformatoren Martin Luther blev erklæret fredløs.

## Billedgalleri
- Billeder fra Worms
- Domkirken i Worms
- Domkirken i Worms
- Vandtårn
- Nibelungermuseet
- Museum Heyls
- Nibelungerbroen
- Skt. Martins kirke
- Jüdischer Friedhof "Heiliger Sand"